# Robbery Bob
Robbery Bob: Man of Steal (también conocido por el subtítulo King of Sneak) es un videojuego de acción y de sigilo de 2012 desarrollado por el estudio sueco Level Eight y publicado originalmente por Chillingo. En el juego, el jugador controla a un ladrón llamado Bob, que se escabulle por las casas para completar misiones. El juego se lanzó para iOS el 3 de mayo de 2012 y tuvo una recepción mixta, particularmente en lo que respecta a la jugabilidad y la calidad artística.

## Jugabilidad y lanzamiento
A lo largo de 50 niveles, el jugador controla a Bob, el personaje jugador, desde una perspectiva de arriba hacia abajo. Bob debe escabullirse por las casas y robar objetos sin que lo atrapen. Los enemigos, incluidos policías, perros y familiares, deambularán por la casa. Bob puede disfrazarse, esconderse, cambiar la dirección de los enemigos y distraerlos. El jugador puede correr, pero atraerá a los enemigos hacia él. Una vez fuera de la casa, el nivel termina y las estrellas califican el desempeño del jugador según la velocidad y la precisión. El 3 de mayo de 2012, Chillingo lanzó Robbery Bob para iOS.

## Recepción y secuela
El juego tiene una puntuación «mixta o media» en Metacritic.
La jugabilidad fue mal recibida. En una revisión de TouchArcade, Brendan Saricks consideró que la mecánica furtiva del juego pasó de «realmente fuerte» a «una búsqueda repetitiva habitación por habitación». Saricks comparó a Robbery Bob con el videojuego de 2011 The Last Rocket, criticando que las mecánicas del juego no iban juntas y que la jugabilidad se basaba en la suerte. James Nouch de Pocket Gamer pensó que los controles eran «torpes», mientras que AJ Dellinger de Gamezebo pensó que eran «bastante fluidos». Aunque pensó que el diálogo era «vergonzoso», Dellinger descubrió que la historia era «intensa» y escribió sobre los crímenes que Bob comete en el juego.
El estilo artístico de Robbery Bob fue recibido con críticas. Luke Larsen de la revista Paste lo describió como «de mal gusto», presentado a través de «travesuras caricaturescas» y «personajes olvidables». Dellinger dijo que los gráficos consistían principalmente en «píxeles de los años 90» suavizados, y afirmó que las plantas eran «dibujos de niños de jardín de infantes».
Una secuela, titulada Robbery Bob 2: Double Trouble, se lanzó el 3 de junio de 2015. TouchArcade lo calificó con cuatro de cinco estrellas, y el crítico Chris Carter lo elogió por llenar un nicho para los juegos de atracos y centrarse en el sigilo sobre la acción, mientras criticaba la premisa de la historia como «estúpida» y el diseño artístico como «olvidable».